# Pristimantis cacao
Pristimantis cacao es una especie de anfibio anuro de la familia Craugastoridae.

## Distribución
Esta especie es endémica del departamento de Cauca en Colombia. Habita en el parque natural Nacional Munchique entre los 2200 y 2440 metros sobre el nivel del mar en el lado occidental de la Cordillera Occidental.

## Publicación original
- Lynch, 1992 : A new species of leptodactylid frog (Eleutherodactylus) from southwestern Colombia. Herpetologica, vol. 48, n.º 3, p. 347-350.[5]